# England (Arkansas)
England es una ciudad en el condado de Lonoke, Arkansas, Estados Unidos. Para el censo de 2000 la población era de 2.972 habitantes. La ciudad es parte del área metropolitana de Little Rock-North Little Rock-Conway.

## Geografía
England se localiza a 34°32′39″N 91°58′3″O / 34.54417, -91.96750. De acuerdo a la Oficina del Censo de los Estados Unidos, la ciudad tiene un área total de 4,8 km², de los cuales el 100% es tierra.

## Demografía
Para el censo de 2000, había 2.972 personas, 1.183 hogares y 830 familias en la ciudad. La densidad de población era 619,2 hab/km². Había 1.305 viviendas para una densidad promedio de 270,9 por kilómetro cuadrado. De la población 65,51% eran blancos, 33,18% afroamericanos, 0,37% amerindios, 0,10% asiáticos, 0,10% de otras razas y 0,74% de dos o más razas. 0,84% de la población eran hispanos o latinos de cualquier raza.
Se contaron 1.183 hogares, de los cuales 32,6% tenían niños menores de 18 años, 46,7% eran parejas casadas viviendo juntos, 19,8% tenían una mujer como cabeza del hogar sin marido presente y 29,8% eran hogares no familiares. 26,7% de los hogares eran un solo miembro y 13,7% tenían alguien mayor de 65 años viviendo solo. La cantidad de miembros promedio por hogar era de 2,51 y el tamaño promedio de familia era de 3,03.
En la ciudad la población está distribuida en 27,1% menores de 18 años, 9,3% entre 18 y 24, 26,6% entre 25 y 44, 20,8% entre 45 y 64 y 16,2% tenían 65 o más años. La edad media fue 36 años. Por cada 100 mujeres había 83,9 varones. Por cada 100 mujeres mayores de 18 años había 78,7 varones.
El ingreso medio para un hogar en la ciudad fue de $28.516 y el ingreso medio para una familia $34.335. Los hombres tuvieron un ingreso promedio de $26.449 contra $18.500 de las mujeres. El ingreso per cápita de la ciudad fue de $14.095. Cerca de 14,7% de las familias y 17,9% de la población estaban por debajo de la línea de pobreza, 21,9% de los cuales eran menores de 18 años y 21,8% mayores de 65.